# London Post Office Railway

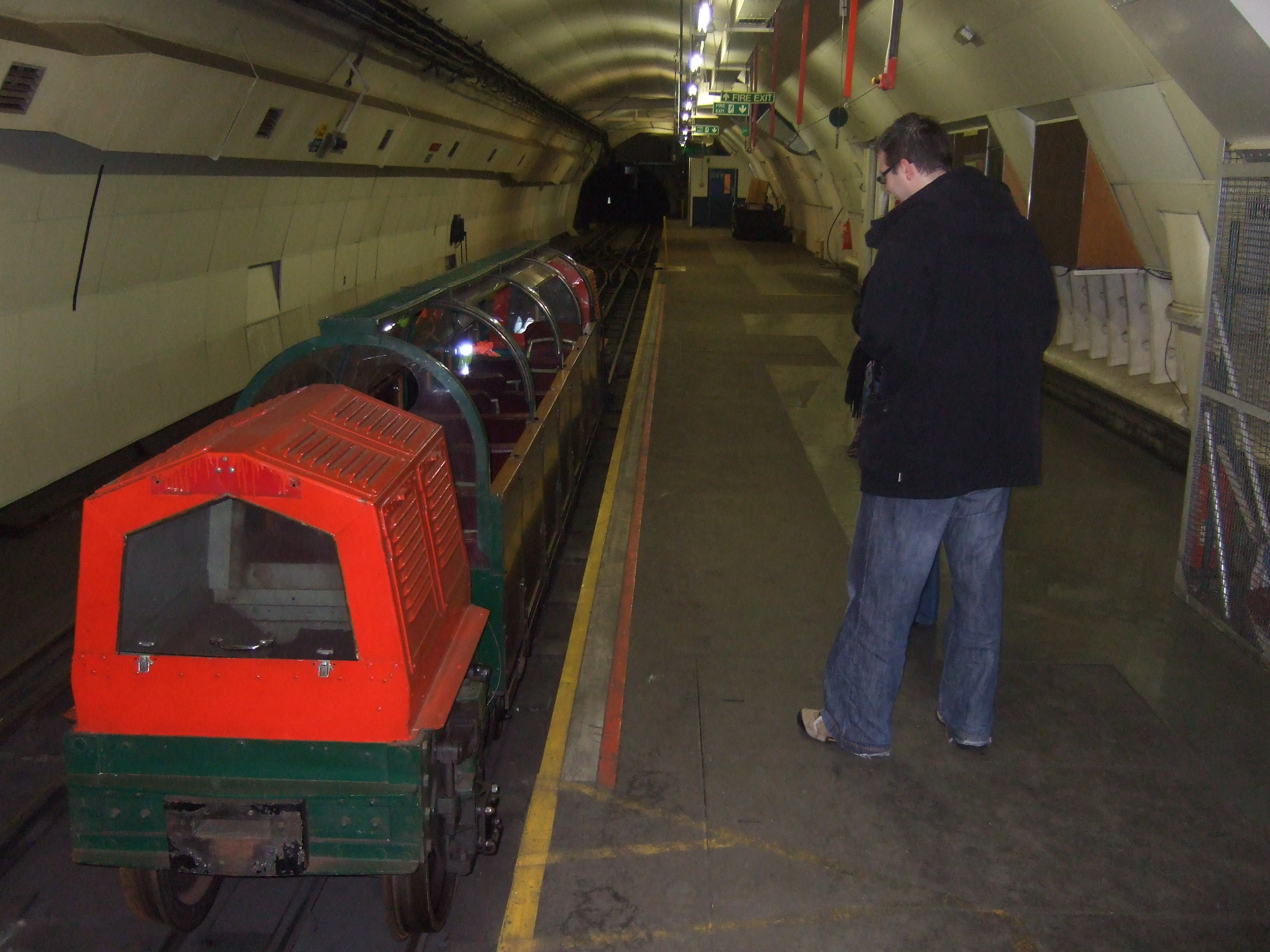
Ett tåg på London Post Office Railway

Post Office Railway (även kallad Mail Rail) är en underjordisk järnväg som Royal Mail tidigare använde för att transportera post mellan postterminaler i London. Trafiken pågick mellan 1927 och 2003 och kördes med förarlösa tåg.
Linjen gick från Royal Mails huvudanläggning i Paddington i västra London till Whitechapel i den östra delen av staden. Linjen var 10,5 km lång , med en spårvidd på 610 millimeter. Totalt bestod linjen av åtta stationer. Då den lades ned 2003 återstod endast tre stationer på grund av att Royal Mails anläggningar längs linjen successivt flyttats därifrån under åren.

## Historia och byggnation
Under början av 1900-talet var trafiken i London tät och det var svårt för varutransporter att ta sig fram. Även Royal Mail kände av detta och 1908 tillsattes en kommitté för att utreda möjligheten att bygga en underjordisk järnväg för posttransporter. I februari 1911 rekommenderade kommittén att man skulle bygga en elektrisk järnväg. Tågen skulle inte ha någon förare ombord utan istället kontrolleras från stationära kontrollrum. 1913 beslutades att en sådan järnväg skulle byggas. Den skulle gå mellan västra- och östra London, med stationer vid åtta av Londons postkontor. 1914 påbörjades tunnelborrningarna och 1917 var det arbetet avslutat. Därefter avstannade projektet under cirka fem år på grund av ökade kostnader på utrustning till följd av första världskriget. Tunnlarna kom ändå till användning under kriget genom att National Portrait Gallery och Tate Gallery förvarade sina konstsamlingar där för att skydda dem. 1923 återupptogs bygget och lagom till julrushen 1927 kunde trafiken komma igång. 
Huvudlinjen består av en dubbelspårig tunnel med en diameter på 2,7 meter. Precis före stationerna delar sig tunneln i två mindre tunnlar, 2,1 meter i diameter, och med ett spår vardera. De mynnar ut i två stora stationstunnlar med 7,6 meters diameter. Huvudlinjen är belägen cirka 21 meter under markytan men har en kraftig stigning precis innan den når stationerna, som alla ligger närmre markytan. Höjdskillnaden hjälper till att sakta ned tågen då de ankommer till en station för att sedan accelerera dem då de lämnar den.
Under sextio år kördes tågen från kontrollrum belägna på varje station men 1993 togs ett datoriserat system i bruk som gjorde det möjligt att köra tågen från ett kontrollrum. Under det sena 1990-talet och fram till nedläggningen 2003 bestod linjen av fyra stationer; Paddington, Western Delivery Office, Mount Pleasant och East District Office. 

## Trafiken avslutas
I april 2003 kom ett pressmeddelande från Royal Mail som meddelade att trafiken på järnvägen skulle avslutas månaden efter. Enligt företaget var det fem gånger dyrare att köra posten på järnvägen jämfört med vägtransporter. Enligt transportarbetarnas fackförening the Communication Workers Union var dock skillnaden inte så stor men att orsaken till de dåliga resultaten var att Royal Mail medvetet underutnyttjat anläggning och även underlåtit att underhålla den. Den 31 maj 2003 avslutades trafiken.

## Framtiden
I oktober 2013 meddelade British Postal Museum & Archive att de avsåg att öppna delar av anläggningen för allmänheten. Renoveringsarbetena påbörjades 2014 och 2020 planerar man för att det ska gå att åka på en slinga under Mount Pleasant Sorting Office